# Paramarpissa tibialis
Paramarpissa tibialis là một loài nhện trong họ Salticidae. Loài này được phát hiện ở México.
Loài này thuộc chi Paramarpissa. Paramarpissa tibialis được Frederick Octavius Pickard-Cambridge miêu tả năm 1901.